# Pleocoma
Pleocoma ist die einzige Gattung der Familie Pleocomidae innerhalb der Käferunterordnung Polyphaga.

## Merkmale

### Käfer
Die Käfer haben eine Länge von 16,5 bis 29,0 Millimetern (Männchen) bzw. 19,5 bis 44,5 Millimeter (Weibchen). Ihr kräftiger Körper hat einen breit-ovalen Umriss und ist stark convex. Ihr Rücken ist unbehaart, die Bauseite ist dicht mit feinen, langen Haaren bedeckt. Die Käfer sind rotbraun bis schwarz, mit unterschiedlich gefärbten Haaren. Der Kopf ist weder stark nach unten geknickt, noch kann er eingezogen werden. Die Fühler sind elfgliedrig und haben eine vier- bis achtsegmentige Keule, ähnlich wie bei den Melolonthinae. Die Mandibeln und die Maxillen sind zurückgebildet. Die Maxillar- und Labialpalpen sind viergliedrig. Die Käfer sind die einzigen innerhalb der Scarabaeoidea, bei denen die Einbuchtungen für die Hüften (Coxen) der Vorderbeine offen sind. Die Tracheen am ersten bis achten Hinterleibssegment sind funktional und befinden sich in den Pleuralmembranen. Die Genitalien der Männchen bestehen aus einem symmetrischen, dreifachen Lobus. Die Genitalkapsel ist gut entwickelt. Bei den Weibchen sind pro Eierstock 14 bis 25 Eiröhren (Ovariolen) vorhanden, was ansonsten bei keiner anderen Familie der Scarabaeoidea vorkommt. Nur die Männchen sind geflügelt.
Die Pleocoma haben mehrere einzigartige, hauptsächlich primitive Merkmale, wie die Einbuchtungen für die Vorderhüften, die große Anzahl der Ovariolen der Weibchen und die äußerst langlebigen Larven. Einige wenige andere könnten Synapomorphien darstellen. Zu den Autapomorphien der Pleocoma zählen bei den Imagines: ein Epipharynx vom IMP-Typ, die fehlende Prostheca und Ligula, die offenen Vorderhüften, an den Flügeln ist der dorso-proximale Lobus von 2Ax außergewöhnlich klein und basal extrem schmal, der subalare Punkt, an dem das Tendon angewachsen ist, ist extrem lang und schmal, 2BP BMP ist stark konvex und extrem schmal und mehr als 12 Ovariolen bei den Weibchen, die außerdem flügellos sind. Die Autapomorphien der Larven sind: ein rundes, kleines, flaches „Sinnesfenster“ an der apikalen Hälfte des letzten Fühlergliedes, die teilweise zurückgebildeten Klauen, deren Behaarung, die länger ist als die Klauen selbst, die deutlich nach vorne gekrümmten Klauen an den mittleren und hinteren Beinen und die mehr als drei Larvenstadien.

### Larven
Der Körper der Larven ist breit „C“-förmig. Das dritte bis siebte Körpersegment ist am Rücken in drei oder vier Falten geteilt. Punktaugen (Ocelli) fehlen. Die Fühler sind dreigliedrig und haben keinen großen Sinnesfleck. Die Mandibeln sind asymmetrisch, haben auf der Ventralseite einen Fortsatz und dort keinen Stridulationsbereich. Galea und Lacinia sind deutlich voneinander getrennt. Auf den mittleren und hinteren Beinen sind Organe zur Geräuscherzeugung ausgebildet. Die Hinterbeine sind normal lang und nicht verkürzt. Die Tracheenöffnungen sind siebförmig (cribriform).

## Verbreitung und Lebensweise
Die Käfer sind in ihrer Verbreitung auf den Westen Nordamerikas von Washington bis nach Baja California in Mexiko beschränkt.
Die Käfer sind während der kalten Jahreszeit aktiv früh Morgens aktiv. Die Männchen fliegen aktiv während Regenfällen. Die Weibchen locken sie durch Pheromone an. Die Paarung findet entweder am Erdboden oder im Bau der Weibchen für die Larven statt. Begattete Weibchen kehren in ihren Bau zurück und lassen ihre Eier bis zu mehrere Monate lang reifen, bevor sie sie spiralförmig im Bau ablegen. Die Imagines haben weder funktionsfähige Mundwerkzeuge, noch einen Verdauungstrakt und nehmen dementsprechend keine Nahrung zu sich. Die Larven leben acht bis zwölf Jahre lang und durchleben als einzige innerhalb der Überfamilie mehr als drei, nämlich neun Larvenstadien. Sie entwickeln sich im Erdboden und fressen an Wurzeln. Sie sind gut an das Graben im Erdboden angepasst.

## Taxonomie und Systematik
Die Gattung Pleocoma wurde ursprünglich zu den Mistkäfern (Geotrupidae) gezählt. Das Taxon ist nahe mit den Bolboceratidae verwandt. Es sind 26 Arten bekannt.

## Belege